# Харлан, Ольга Геннадьевна
О́льга Генна́дьевна Харла́н (укр. Ольга Геннадіївна Харлан; род. 4 сентября 1990, Николаев) — украинская фехтовальщица на саблях, двукратная олимпийская чемпионка 2008 и 2024 годов, шестикратная чемпионка мира и восьмикратная чемпионка Европы, двукратная чемпионка Европейских игр, многократная чемпионка Украины, заслуженный мастер спорта Украины. Рекордсмен по количеству олимпийских медалей среди всех украинских спортсменов (6). Национальная легенда Украины (2024). Полный Кавалер Ордена «За заслуги» и княгини Ольги.

## Биография
В сборной Украины с 2004 года. Окончила Николаевское училище физической культуры. Тренировалась у Артёма Скорохода и Гарника Давидяна.
Обладательница Кубка мира 2007 года среди юниоров.
В 2007 и 2008 годах занимала 1-е место на чемпионатах мира среди юниоров. В 2007 году, через месяц после своего 17-летия, выиграла серебро на чемпионате мира в Санкт-Петербурге в командном первенстве саблисток.

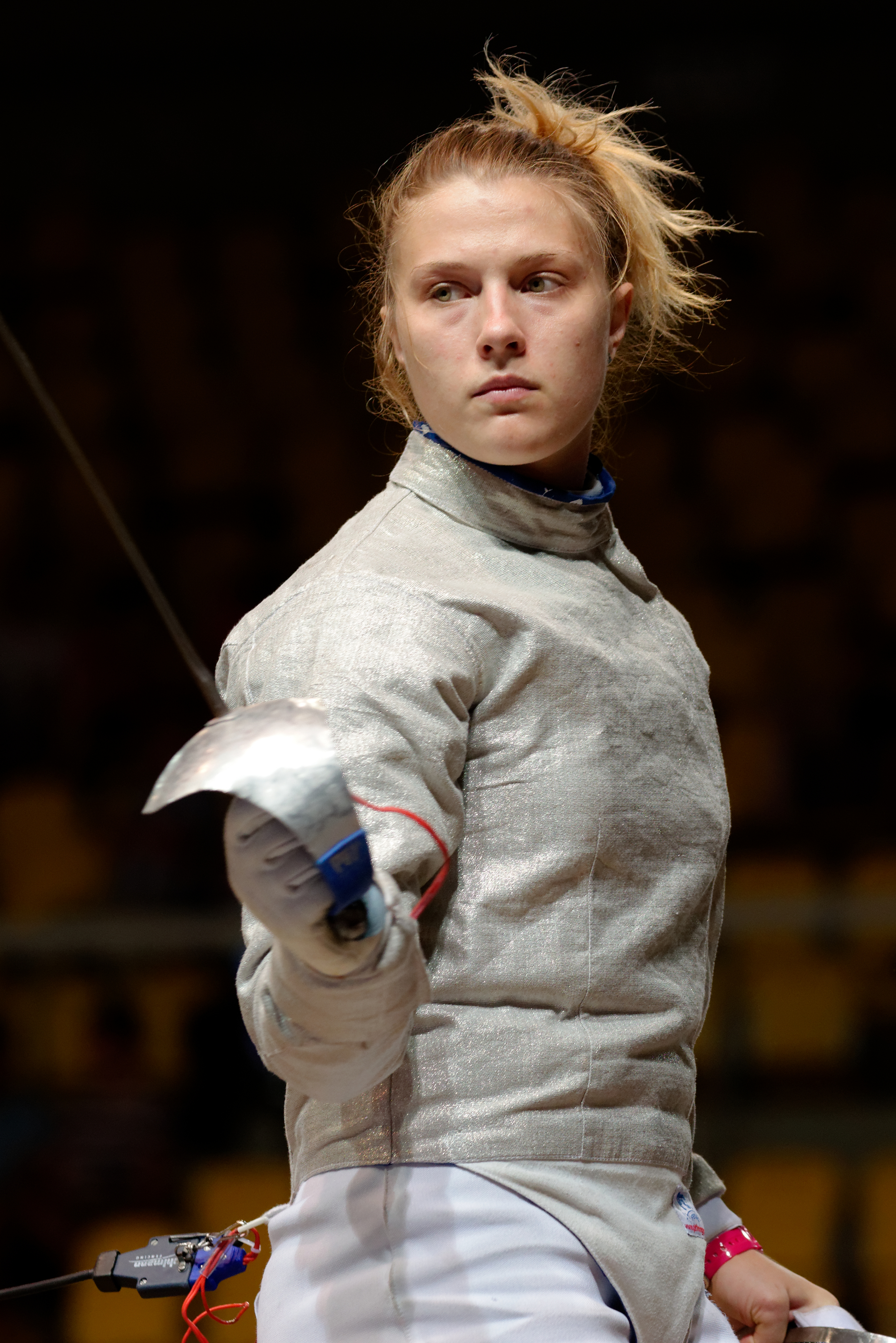
Ольга Харлан на чемпионате Европы по фехтованию в 2014 году

На Олимпийских играх в Пекине в 2008 году в командном выступлении против спортсменок Китая 17-летняя Харлан внесла перелом в ход матча, сделав восемь точных ударов подряд и вместе со своими партнёрами по команде Еленой Хомровой, Галиной Пундик и Ольгой Жовнир принесли сборной Украины первое олимпийское «золото» 2008 года.
В 2011 году на летней Универсиаде в китайском Шэньчжэне выиграла золотую медаль в личном первенстве.
На Олимпийских играх в Лондоне в 2012 году уступила в полуфинале россиянке Софье Великой, но в поединке за третье место с американкой Мариэль Загунис завоевала бронзовую медаль. На чемпионате Европы по фехтованию стала чемпионкой Европы в индивидуальных соревнованиях.
20 февраля 2016 года завоевала золото на этапе Кубка мира по фехтованию на саблях в Бельгии, в решающей схватке победила россиянку Яну Егорян со счетом 15:10.
10 декабря 2018 Ольга выиграла общий зачет Кубка мира по фехтованию на саблях 2017—2018 годов.
15 декабря 2019 года победила на этапе Кубка мира по фехтованию в США.

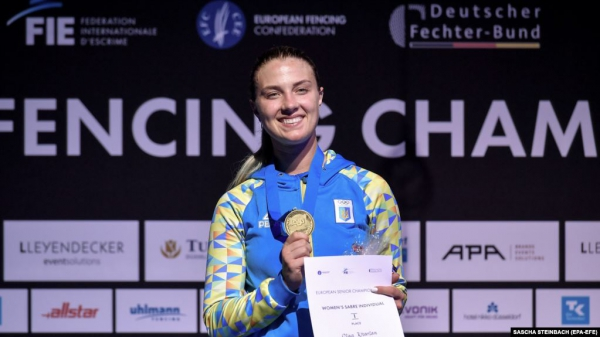
Ольга Харлан с золотой медалью чемпионата Европы по фехтованию 2019 года

На чемпионате мира по фехтованию 2019 года в Будапеште, Венгрия, Харлан выиграла со счетом 15-14 у россиянки Софьи Великой в финале соревнований по фехтованию среди женщин; это был шестой титул чемпиона мира для Харлан. Она выиграла золотую индивидуальную медаль на чемпионате Европы по фехтованию 2019 года в Дюссельдорфе, Германия. В 2018-19 годах она заняла 2-е место в мире по женской сабле.
Первую медаль на взрослом чемпионате Европы выиграла в возрасте 14 лет в Залаэгерсеге — бронзу в командном первенстве, на следующий год стала вице-чемпионкой Европы в личном первенстве. Всего на чемпионатах мира и Европы, начиная с 2005 года, Ольга завоевала более 35 наград, включая четыре титула чемпионки мира в личном первенстве (четвертый — в июле 2019 года в Будапеште) и шесть титулов чемпионки Европы в личном первенстве по состоянию на 2020 год.
В 2020 году Харлан стала прототипом для куклы Барби. Кукла-фехтовальщица вошла в серию Role Models, которую начали выпускать в 2018. Харлан стала первой украинкой, которая попала в эту серию. Ей вручили персональную куклу, которая выглядит, как сама спортсменка в полной экипировке перед выходом на фехтовальный помост.
Осенью 2021 года приняла участие в проекте «Танцы со звёздами» в паре с Дмитрием Дикусаром, они заняли второе место.

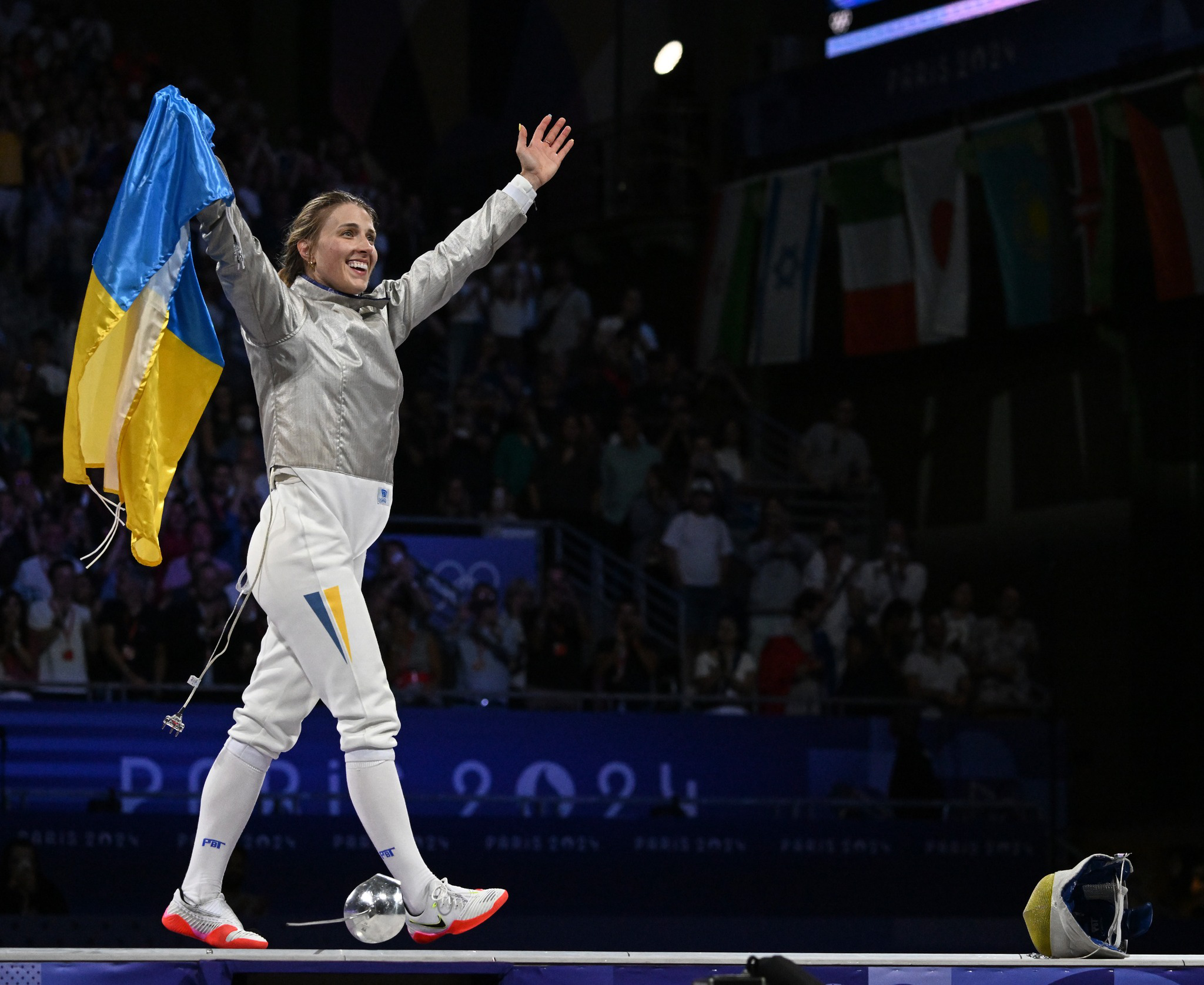
Харлан на Олимпийских играх 2024

В 2020-21 годах она в пятый раз за свою карьеру заняла первое место в мире по женской сабле. Харлан завоевал командную бронзовую медаль на чемпионате Европы 2022 года в Анталии, Турция.
На Олимпийских играх 2024 года в Париже стала бронзовым призёром в индивидуальном первенстве и чемпионкой в командном, одолев в составе украинской сборной включающей Алину Комащук, Елену Кравацкую и Юлию Бакастову в финале команду Южной Кореи со счётом 45:42, нанеся при этом почти половину всех ударов — 22.

### Скандал с Анной Смирновой
27 июля 2023 года Ольга Харлан со счётом 15:7 одержала победу над российской саблисткой Анной Смирновой, выступающей в нейтральном статусе в связи с вторжением России в Украину, на чемпионате мира в Милане. Она стала первой украинской спортсменкой, которая выступала на соревнованиях против российской спортсменки после начала вторжения (за исключением теннисных турниров).
После поединка Смирнова подошла к Харлан, чтобы пожать руку, но Харлан отказалась это сделать, выставив вперёд саблю и что-то сказав. По словам министра спорта Украины Вадима Гутцайта, Харлан предложила Смирновой коснуться клинками взамен рукопожатия.
Согласно правилам Международной федерации фехтования, без рукопожатия поединок не считается оконченным. Смирнова обратилась к судьям и подала протест на нарушение регламента, который был отклонен. После этого она более 50 минут оставалась на площадке, организаторы принесли ей стул.
Глава Федерации фехтования России Ильгар Мамедов заявил, что федерация будет добиваться отмены результата поединка. Международная федерация фехтования отклонила протест Смирновой на итог поединка, но при этом присудила Харлан техническое поражение в следующей стадии, тем самым дисквалифицировав её из турнира.
Вадим Гутцайт сказал: «Есть случаи, когда израильтяне и арабские спортсмены не жмут друг другу руки, а касаются клинками. И судьи это приняли. Так и тут». Но Смирнова настаивала на том, чтобы совершить рукопожатие вместо прикосновения клинками.
28 июля президент Международного олимпийского комитета Томас Бах направил в адрес Министерства спорта Украины письмо, в котором сообщил, что для Харлан выделят дополнительную квоту для участия в турнире по фехтованию Олимпийских игр 2024 года, если она не наберёт нужное количество квалификационных очков из-за дисквалификации. В тот же день Международная федерация фехтования отменила дисквалификацию Харлан, таким образом она примет участие в командном турнире саблисток на чемпионате мира.

## Личная жизнь
В августе 2014 года Ольга Харлан вышла замуж за украинского саблиста, призера чемпионатов мира и Европы Дмитрия Бойко. Пара развелась в 2018 году. В следующем году стало известно, что Ольга начала встречаться с итальянским саблистом, трёхкратным чемпионом Европы, призёром Олимпийских игр Луиджи Самеле.

## Политическая деятельность
В 2010 году была избрана депутатом Николаевской городской рады от Партии регионов. В 2012 году Харлан входила в партийный список Партии регионов под № 194 на выборах в Верховную раду Украины, но не прошла в парламент. В марте 2014 года вышла из фракции Партии регионов в Николаевской городской раде. В 2014 году входила в список Партии зелёных Украины на местных выборах в Киеве, но партия не прошла трёхпроцентный барьер.

## Награды
- Орден Свободы (23 августа 2024) — «за выдающиеся заслуги в утверждении независимости Украины и консолидации общества, весомый вклад в укрепление авторитета Украинского государства в мире и выдающиеся достижения в спорте»[22]
- Национальная легенда Украины (21 августа 2024) — «за выдающиеся личные заслуги в становлении независимой Украины и укреплении её государственности, защите Отечества и служении Украинскому народу, весомый вклад в развитие национального искусства, спорта, здравоохранения, плодотворную благотворительную и общественную деятельность»[3]
- Орден князя Ярослава Мудрого IV степени (7 сентября 2023) — «за достижение высоких спортивных результатов на III Европейских играх в Кракове (Республика Польша), выявленную самоотверженность и волю к победе, подъём международного авторитета Украины»[23]
- Орден князя Ярослава Мудрого V степени (23 августа 2021) — «за значительный личный вклад в государственное строительство, укрепление обороноспособности, социально-экономическое, научно-техническое, культурно-образовательное развитие Украинского государства, весомые трудовые достижения, многолетний добросовестный труд и по случаю 30-й годовщины независимости Украины»[24].
- Орден княгини Ольги І степени (7 марта 2018) — «за особый вклад в социально-экономическое, научно-техническое, культурно-образовательное развитие Украины, образцовое исполнение служебных обязанностей и многолетнюю плодотворную работу»[25].
- Орден княгини Ольги ІІ степени (4 октября 2016) — «за достижение высоких спортивных результатов на ХХХІ летних Олимпийских играх в Бразилии, проявленные самоотверженность и волю к победе»[26].
- Орден княгини Ольги ІІІ степени (4 марта 2016) — «за особый вклад в социально-экономическое, научно-техническое, культурно-образовательное развитие Украины, образцовое исполнение служебных обязанностей и многолетнюю плодотворную работу»[27].
- Орден «За заслуги» І степени (25 июля 2013) — «за достижение высоких спортивных результатов на XXVII Всемирной летней Универсиаде в Казани, проявленную самоотверженность и волю к победе, повышение международного авторитета Украины»[28].
- Орден «За заслуги» ІІ степени (15 августа 2012) — «за достижение высоких спортивных результатов на ХХХ летних Олимпийских играх в Лондоне, проявленные самоотверженность и волю к победе, повышение международного авторитета Украины»[29].
- Орден «За заслуги» III степени (4 сентября 2008) — «за достижение высоких спортивных результатов на XXIX летних Олимпийских играх в Пекине (Китай), проявленные мужество, самоотверженность и волю к победе, повышение международного авторитета Украины»[30].